# Mydaea maculiventris
Mydaea maculiventris este o specie de muște din genul Mydaea, familia Muscidae. A fost descrisă pentru prima dată de Zetterstedt în anul 1846. Conform Catalogue of Life specia Mydaea maculiventris nu are subspecii cunoscute.